# Lago Seeli
O Lago Seeli é um lago localizado junto a Seelisberg, no Cantão de Uri, na Suíça. Este lago dá o seu nome ao lugar onde se encontra. A superfície que apresenta é de 0,18 km².